# Serhij Danylovs'kyj
Serhij Jurijovyč Danylovs'kyj (in ucraino Сергій Юрійович Даниловський?; Tbilisi, 20 agosto 1981) è un ex calciatore ucraino, di ruolo centrocampista.

## Carriera

### Club
Ha giocato nella massima serie ucraina.

### Nazionale
Nel 2001 ha partecipato ai Mondiali Under-20. Nel 2007 ha giocato una partita con la nazionale maggiore.